# Titus Brandsma

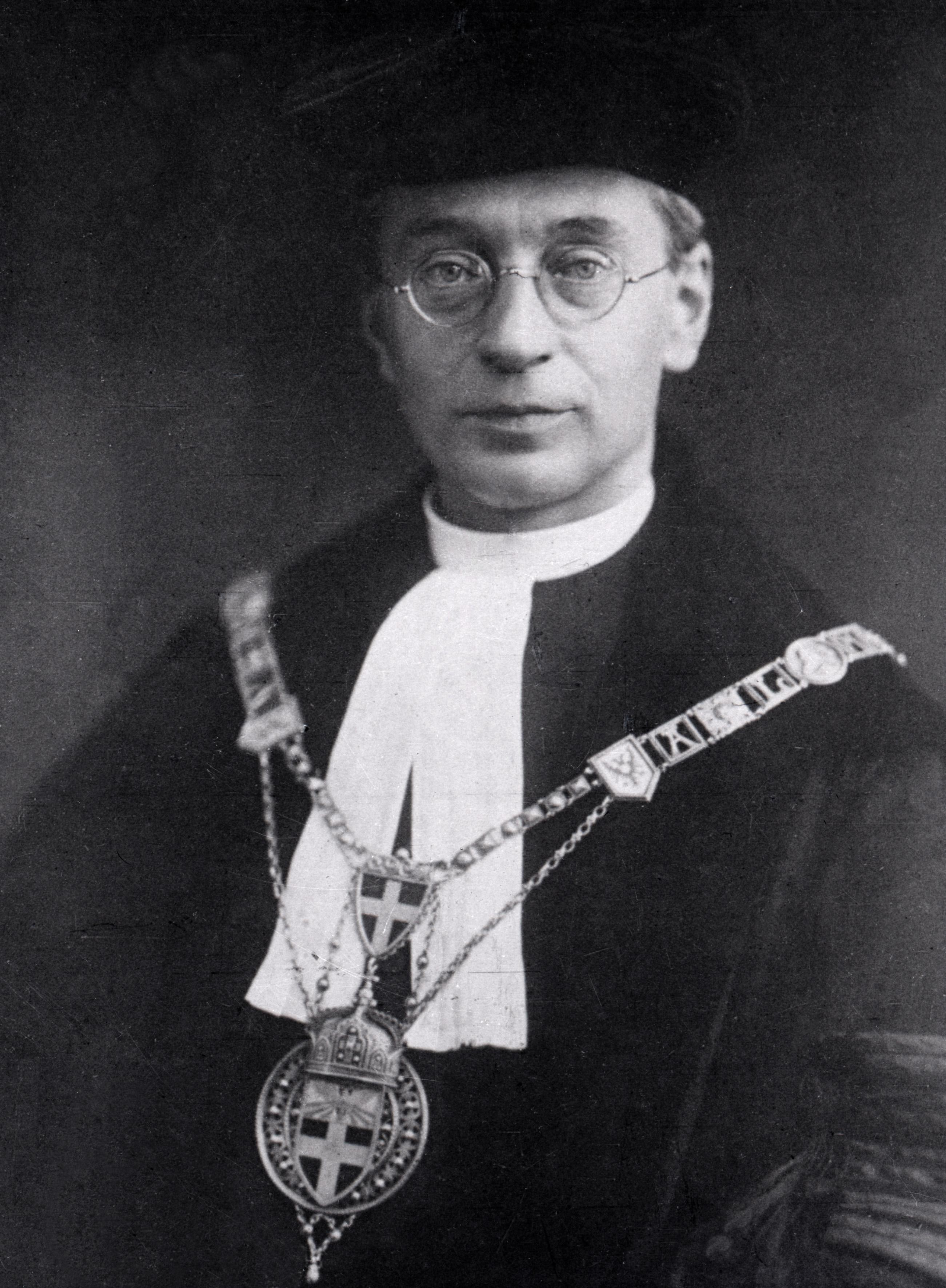
Titus Brandsma (1932)

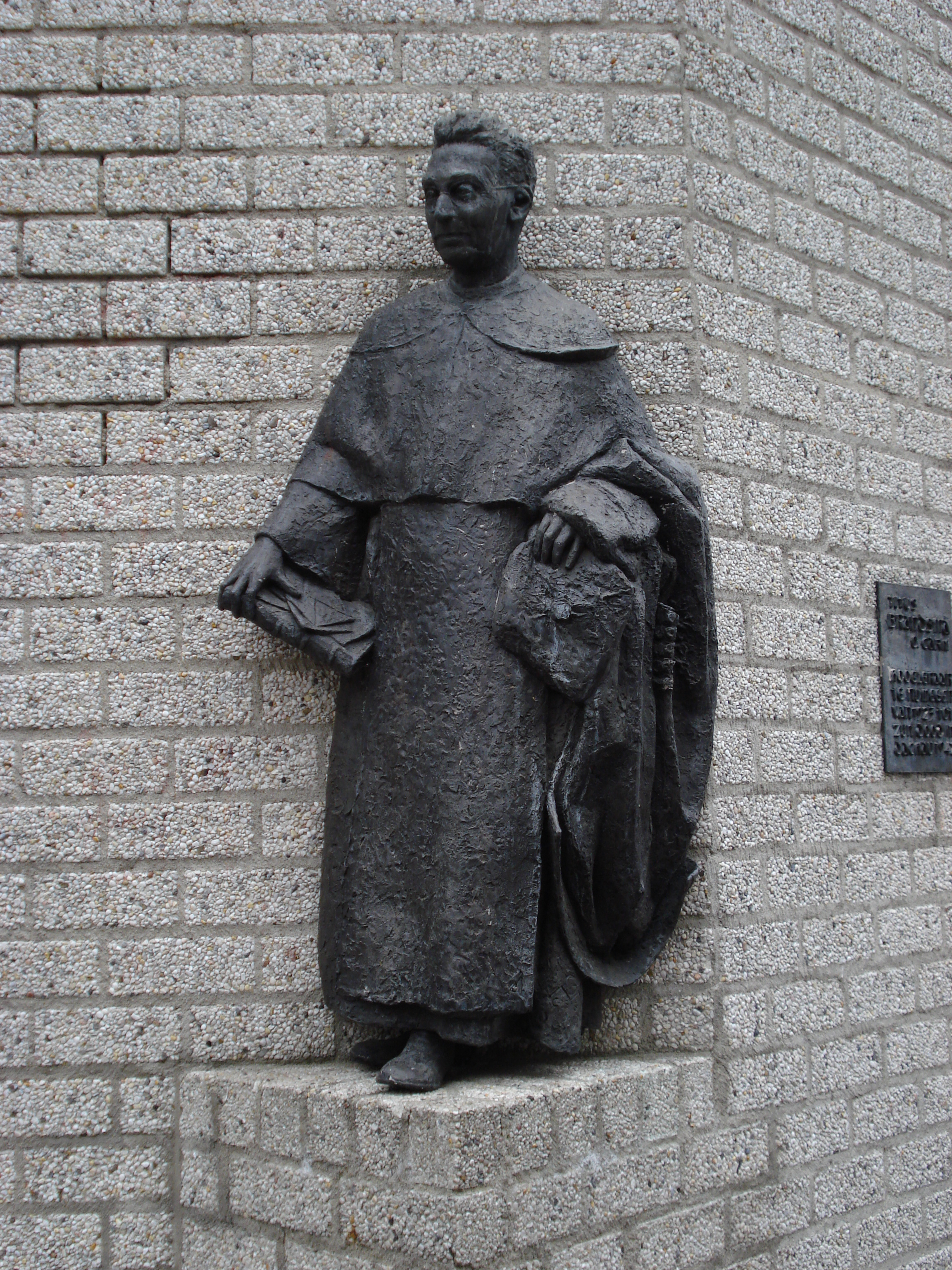
Statue des heiligen Titus Brandsma in Nijmegen

Titus Brandsma O.Carm. (* am 23. Februar 1881 in Oegeklooster bei Bolsward als Anno Sjoerd Brandsma; † 26. Juli 1942 im KZ Dachau) war ein niederländisch-friesischer promovierter Philosoph, römisch-katholischer Theologe und Karmelit, der im Widerstand gegen den Nationalsozialismus in den Niederlanden aktiv war. Er wird in der katholischen Kirche als Märtyrer verehrt. Am 15. Mai 2022 wurde er von Papst Franziskus heiliggesprochen. Sein liturgischer Gedenktag ist der 27. Juli.

## Leben
Anno Sjoerd Brandsma, Sohn eines Milchbauern und Kommunalpolitikers, wurde in der Pfarrei St. Martin in Bolsward getauft. Nach dem Besuch des Gymnasiums der Franziskaner in Megen trat er im September des Jahres 1898 in das Karmelitenkloster in Boxmeer ein, wo er den Ordensnamen Titus annahm. Er wählte die Karmeliten, weil er in einer Gemeinschaft mit vielen Ordensbrüdern leben wollte und nicht mit nur einem oder zweien, wie es die Franziskaner dort taten. In Boxmeer studierte er bei seinem späteren Freund und Mentor Hubertus Driessen Philosophie. Im Oktober 1899 legte Titus Brandsma seine ersten Gelübde ab und wurde am 17. Juni 1905 zum Priester geweiht. Anschließend studierte er auf Empfehlung von Eugenius Driessen, einem Professor der Gregoriana, und durch Vermittlung von dessen Bruder Hubertus Driessen in Rom an der Päpstlichen Universität Gregoriana und schloss mit dem Doktorgrad in Philosophie ab.
Nach seiner Rückkehr in die Niederlande wurde er Professor im Karmelitenseminar von Oss und später Prior des Karmelitenklosters in Nijmegen. Ab 1922 ließ er die dortige Priorei erbauen. Titus Brandsma war ein großer Förderer der Verehrung des hl. Bonifatius und setzte sich für die Schaffung eines Bonifatiusschreins in Dokkum ein. Lange Zeit war er aktives Mitglied der Internationalen Katholischen Esperanto-Vereinigung.
1923 wurde er an der neu gegründeten Katholischen Universität Nijmegen Professor und 1932/33 Rector Magnificus. In seiner Rektoratsrede 1932 sprach er seine Gotteserfahrung an und legte seine theologische Anthropologie dar: „Gott «wohnt» in jedem Menschen. Gottes Geheimnis spiegelt sich in jedem Menschen. Deshalb geht der Mensch nicht in seinem Herkommen, seinen Fähigkeiten, seinem Tun usw. auf.“ In dieser Zeit setzte er sich neben seiner Tätigkeit für die niederländische Karmelitenprovinz auch für die Wiederbelebung der deutschen und der amerikanischen Karmelitenprovinz ein, wohin er im Jahre 1935 eine Vortragsreise unternahm.
In dieser Zeit wurde er vom Koadjutor des Erzbischofs von Utrecht, Jan de Jong, zum geistlichen Ratgeber der Mitarbeiter der mehr als dreißig katholischen Zeitungen ernannt. P. Brandsma kritisierte den in Deutschland zur Herrschaft gelangten Nationalsozialismus in seinen Vorlesungen. Im gleichen Sinn nutzte er seinen Einfluss auf die katholische Presse. Mit Beginn der deutschen Besatzung der Niederlande am 10. Mai 1940 und dem Einsetzen der Judenverfolgung kündigte der katholische Widerstand in den Niederlanden am 26. Januar 1941 an, allen Unterstützern des Regimes die Sakramente zu verweigern.
Als die Bischöfe der katholischen Kirche es ablehnten, NS-Propaganda in ihren Zeitungen abzudrucken, entschloss sich P. Titus Brandsma, jedem katholischen Zeitungsschreiber die Anweisung der Bischöfe persönlich zu übergeben. Nachdem er 14 Schreiber erreicht hatte, wurde er am 19. Januar 1942 auf Veranlassung des Reichskommissariats im Kloster Boxmeer gefasst und als „rotgesinnter politischer Häftling“ in Gefängnissen in Scheveningen und im Durchgangslager Amersfoort gefangengehalten.
Am 19. Juni 1942 wurde er in das KZ Dachau verschleppt. Unter Zwangsarbeit, Folter, Misshandlung und Unterernährung verschlechterte sich seine Gesundheit rapide. In der dritten Juliwoche wurde er in die Krankenstation des Konzentrationslagers eingewiesen. Dort führte ein KZ-Arzt mit ihm medizinische Experimente durch und gab ihm schließlich am 26. Juli 1942 um 13.50 Uhr die Todesspritze. Zehn Minuten später wurde P. Brandsma für tot erklärt. Nach einer KZ-ärztlichen Todesurkunde für die Verwandten sei Titus Brandsma an Darmkatarrh gestorben.

## Selig- und Heiligsprechung

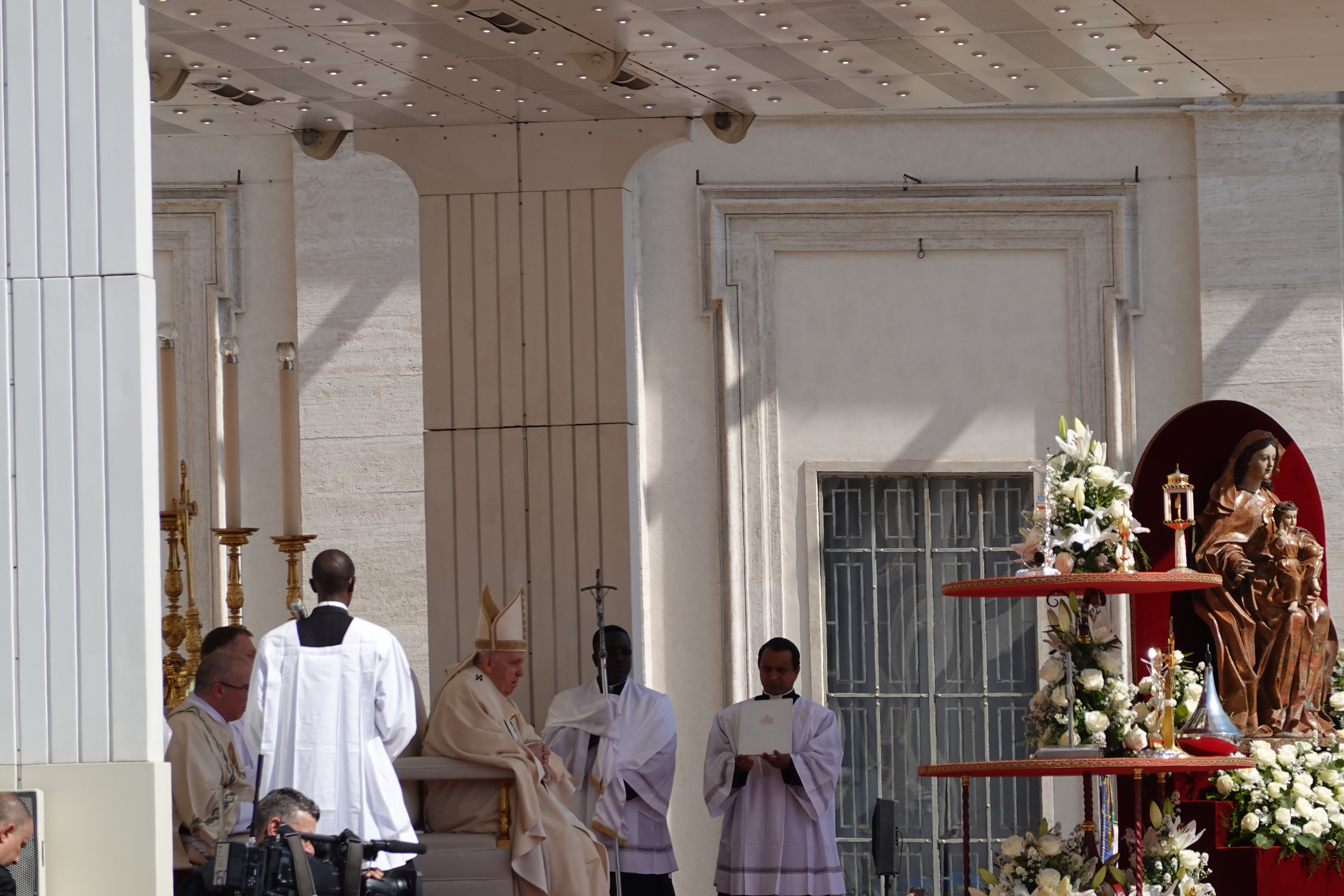
Papst Franziskus beim Heiligsprechungsgottesdienst am 15. Mai 2022

Im Jahr 1955 begann der Seligsprechungsprozess für Titus Brandsma. Am 9. November 1984 sprach Papst Johannes Paul II. Brandsma den sogenannten heroischen Tugendgrad zu, eine Vorstufe zur Seligsprechung, und bestätigte, dass er in odium fidei (aus Glaubenshass) getötet wurde. Die Seligsprechung erfolgte am 3. November 1985. Postulator war Giovanna Brizi. Unterstützt wurde der Seligsprechungsprozess durch die in Nijmegen ansässige Vereinigung Titus Brandsma Memorial sowie durch die niederländische Provinz der Karmeliten. Im anschließenden Heiligsprechungsverfahren erkannte Papst Franziskus am 25. November 2021 ein der Fürsprache Titus Brandsmas zugeschriebenes Wunder als letzte Voraussetzung für die Heiligsprechung an. Die Heiligsprechung wurde am 4. März 2022 in einem öffentlichen Konsistorium dekretiert, die feierliche Aufnahme in das Heiligenverzeichnis fand am 15. Mai 2022 statt.

## Persönlichkeit
Brandsma war im Glauben an Gott und seine Gegenwart in ihm verwurzelt. In Berichten von Zeitgenossen wurde er als klein, freundlich, mutig, klug, tief religiös, liebenswert, einfach, herzlich, aufrichtig, ungekünstelt, hilfsbereiter Wissenschaftler, aufgeweckter Mensch und ohne Statusdenken oder Angeberei beschrieben.
Der Journalist Ton Crijnen schrieb Brandsma in seiner kritischen Biografie Eitelkeit, Jähzorn, radikale Energie, politische Naivität, aber auch wirkliche Nächstenliebe, anspruchslose Frömmigkeit, Tatkraft und großen persönlichen Mut zu. Brandsma vereinige moderne Ideen und heute überholte Ansichten, auch eine negative Sicht auf das Judentum, mit einer absoluten Ablehnung des Antisemitismus im Nationalsozialismus.

## Zitate
„Unter den vielen Fragen, die ich mir stelle, bewegt mich keine stärker als das Rätsel, dass der sich entwickelnde Mensch, selbstsicher und stolz auf seinen Fortschritt, sich in so großer Zahl von Gott abwendet. Unbegreiflich ist es, dass wir in unserer Zeit so großer Fortschritte auf vielen Gebieten konfrontiert sind mit einer wie eine Epidemie um sich greifenden Entehrung und Leugnung Gottes. Wie konnte das Bild Gottes sich so verdunkeln, dass so viele nicht mehr von ihm berührt werden? Liegt der Fehler nur bei ihnen? Oder gibt es jetzt einen Auftrag an uns, es wieder in hellerem Licht aufstrahlen zu lassen über der Welt, und dürfen wir die Hoffnung haben, dass das Studium des Gottesbegriffs diese größte aller Nöte zumindest lindern wird?“

## Familie
Viele von Brandsmas Familienmitgliedern waren Geistliche und Ordensschwestern. So war sein Bruder Heinricus Franziskaner, seine Schwestern Willebroda Missionsschwester vom Kostbaren Blut und Barbara Franziskanerin. Einer seiner Cousins war Father G.G. Brandsma M.H.M., Bischof in Kenia.

## Ehrungen und Gedenken
- 1987 wurde in der Pfarrkirche St. Mariä Geburt in Essen-Frohnhausen, die durch Karmeliten betreut wurde, ein Gedenkort samt Reliquienschrein mit Emaille-Arbeiten von Egino Weinert geschaffen. Seit Aufgabe der Kirche in Essen befindet sich der Schrein in der Karmelkirche in Mainz.[12]
- Seit 2003 erinnert das Titus Brandsma Museum in Bolsward an Pater Titus.[13]
- Die Stichting Archief- en Documentatiecentrum voor R.K. Friesland, ebenfalls in Bolsward, bewahrt in ihrem Archiv einen umfangreichen Bestand an Quellen zu seiner Lebensgeschichte.[14]
- 2004 wurde die ehemalige Pfarrkirche St. Josef in Nijmegen den Karmeliten übergeben und zur Titus-Brandsma-Gedächtniskirche umgestaltet.
- Obwohl Titus Brandsma nicht in Nijmegen geboren ist, wählte ihn die Bevölkerung der Stadt bei einer Befragung 2005 mit knapp 1.900 der 4.000 abgegebenen Stimmen zum „größten Mitbürger aller Zeiten“.
- Titus Brandsma wurde postum zum Ehrenbürger von Oss erklärt.[15]
- Er ist Schutzpatron des Karmeliterklosters Marienthal am Niederrhein.
- Als Esperantist ist Titus Brandsma auch Schutzpatron der Internationale Katholische Esperanto-Vereinigung (IKUE)[16].
- Die Katholieke Universiteit Nijmegen (heute Radboud Universiteit Nijmegen) unterhält ein Titus-Brandsma-Institut, welches sich mit Leben und Werk Brandsmas sowie Fragen der Spiritualität befasst.
- In Wegberg, einer Gemeinde, die lange Jahre von Karmelitern betreut wurde, trägt der örtliche Stamm der DPSG seinen Namen.